# Троянда (зупинний пункт)
Троя́нда — пасажирський залізничний зупинний пункт Херсонської дирекції Одеської залізниці на лінії Долинська — Миколаїв.
Розташований па півночі селища Лоцкине Баштанського району Миколаївської області між станціями Явкине (13 км) та Лоцкине (2 км).
Станом на кінець квітня 2017 р. на платформі не зупиняються приміські поїзди.